# Der Verrückte vom Pleicher-Ring
Der Verrückte vom Pleicher-Ring ist ein Fernsehspiel des Fernsehens der DDR über Wilhelm Conrad Röntgen von Gerd Grasse aus dem Jahr 1986, nach Holmar Attila Mücks gleichnamigen Hörspiel aus dem Jahr 1980.

## Handlung
Der Physiker Wilhelm Conrad Röntgen ist nicht zu bremsen, wenn er mit seinen Versuchen beschäftigt ist. Er schließt sich sogar in seinem Würzburger Labor ein, damit er nicht von seiner Frau Bertha mit solchen Nebensächlichkeiten, wie dem Essen, gestört wird. Innerhalb solcher Versuche entdeckt er im November 1895 bisher unbekannte Strahlen, doch kann er seine Kollegen, wie Professor Theodor Boveri, von der Wichtigkeit dieser Entdeckung vorerst nicht überzeugen. Unbeirrt arbeitet er mit diesen Strahlen weiter, mit denen man feste Körper durchsichtig machen kann, was er in einer Vorlesung vor vielen Wissenschaftlern zu beweisen versucht. Auch der Student Paul Wendland ist von dem Vortrag begeistert, obwohl ihn Professor Röntgen erst vor Kurzem durch die Prüfung fallen ließ. Am meisten beeindruckt die Zuhörer im überfüllten Auditorium, dass Röntgen eine aktuelle Fotografie einer durchleuchteten Hand erstellt.
Nun tritt die Arbeit mit den X-Strahlen ihren Siegeszug um die Welt an, was nur gelingt, da Röntgen für die Entdeckung kein Patent dafür beantragt. Nicht nur in vielen Ländern erkennt man den Nutzen dieser Strahlen, sondern auch in kleineren Orten sprechen sich die Erfolge herum. Der Landarzt Dr. Weinheimer, der bereits dem Vortrag im Hörsaal beiwohnte, hat einen kleinen Patienten, der seine Füße nicht bewegen kann. Bei einer Untersuchung mit den Strahlen, findet man einen Tumor im Rücken des Kindes, welcher der Verursacher der Behinderung ist und der deshalb entfernt werden kann. Robert lernt wieder laufen und will nun zu Hause in Husum allein aus dem Zug steigen.
Paul Wendland und sein Freund Friedrich von Schönfeld beschließen, ohne das Wissen des Professors, also heimlich, an der Weiterentwicklung der Technologie zu arbeiten. Da sie aber sein Labor über dessen Wohnung benutzen, kommt er eines Tages dahinter und stellt sie zur Rede. Jedoch ist er von ihren erforschten Ergebnissen so begeistert, dass er von den beabsichtigten Sanktionen absieht und die Arbeiten als Prüfungsarbeit für Paul Wendland bezeichnet, die der somit auch bestanden hat. Leider gibt es auch viele Opfer der Entdeckung, die inzwischen Röntgenstrahlen genannt werden, es ist einfach noch zu wenig über die Gefährlichkeit bekannt. Auch Friedrich von Schönfeld gehört dazu, während Paul Wendland von Professor Röntgen zu seinem Assistenten berufen wird.

## Produktion
Das Szenarium von Holmar Attila Mück zu diesem Fernsehspiel wurde auf der Basis biografischer Daten Wilhelm Conrad Röntgens geschrieben. Die Dramaturgie lag in den Händen von Karin Sedler.
Die Erstausstrahlung, des in Farbe geschaffenen Films, erfolgte am 15. Juni 1986 im 1. Programm des Fernsehens der DDR.